# Xylotrechus robustus
Xylotrechus robustus là một loài bọ cánh cứng trong họ Cerambycidae.